# منطقه دریای سرخ جنوبی
منطقه دریای سرخ جنوبی یکی از منطقه‌های شش‌گانه اریتره است.

## خصوصیات
منطقه دریای سرخ جنوبی ۲۷٬۶۰۰ کیلومترمربع مساحت و ۳۹۸٬۰۷۳ نفر جمعیت دارد.